# Obiekt Thorne’a-Żytkow
Obiekt Thorne’a-Żytkow (ang. Thorne-Żytkow Object, TŻO) – hipotetyczny typ gwiazdy, składający się z czerwonego olbrzyma lub nadolbrzyma z gwiazdą neutronową w jego wnętrzu; układ taki zaproponowali Kip Thorne i Anna Żytkow w 1976 roku.
Zewnętrznie gwiazda TŻO powinna przypominać czerwonego olbrzyma lub w przypadku odrzucenia zewnętrznych warstw atmosfery zawierającej wodór – gwiazdę Wolfa-Rayeta.

## Obserwacje
Pierwszym zaobserwowanym obiektem tej klasy jest HV 2112 w Małym Obłoku Magellana: obserwowane widma rubidu, litu i molibdenu nie odpowiadają innym modelom gwiazd. Prawdopodobieństwo, że nie jest to jednak TŻO, jest wprawdzie niezerowe, ale znikome. Gwiazda już wcześniej zwróciła uwagę astronomów nietypowym widmem. Innym kandydatem na obiekt Thorne’a-Żytkow jest gwiazda U Aquarii. Pozostałościami po TŻO mogą być np. 1E2259+586, 4U0142+62 czy RX J1838.4–0301.

## Powstawanie
Istnieją trzy możliwe scenariusze powstania TŻO. Jeden wiąże się z kolizją niepowiązanych ze sobą gwiazd, a według dwóch pozostałych TŻO mogą powstawać w układach podwójnych po wybuchu jednego ze składników jako supernowa:
- obiekt Thorne’a-Żytkow może powstać w wyniku kolizji dwóch gwiazd w gęstej gromadzie kulistej[10][9];
- wybuch supernowej nigdy nie jest dokładnie symetryczny i powstała po wybuchu gwiazda neutronowa może zacząć się poruszać po innym torze, niż jej oryginalna orbita wokół drugiego składnika układu. W zależności od kierunku ruchu gwiazda neutronowa może wypaść z układu albo może zostać „połknięta” przez swojego towarzysza, jeżeli zacznie poruszać się w jego kierunku[7][8];
- możliwy jest także scenariusz, w którym gwiazda neutronowa zostaje pochłonięta przez drugą gwiazdę w czasie jej ewolucji do postaci czerwonego olbrzyma[7][8].

W pierwszym scenariuszu masa powstałego TŻO może wynosić ok. 2–3 M☉, w dwóch pozostałych przypadkach zakres masy potencjalnego obiektu jest bardzo szeroki i zależy od mas gwiazdy neutronowej (0,5–2 M☉) i czerwonego olbrzyma (10–30 M☉).
Częstotliwość powstawania TŻO w naszej Galaktyce szacowana jest na 2×10-4 obiektów na rok, co (biorąc pod uwagę ich czas życia określany na 105-106 lat) oznacza, że w danym momencie w Drodze Mlecznej znajduje się pomiędzy 20 a 200 TŻO.

## Ewolucja
Po wejściu gwiazdy neutronowej w zewnętrzną, rozrzedzoną powłokę jej czerwonego kompana, tarcie pomiędzy atmosferą olbrzyma lub nadolbrzyma a gwiazdą neutronową powoduje dalszą zmianę jej orbity. Spowalniana gwiazda neutronowa rozpoczyna powolny spadek do wnętrza jej towarzysza. W zależności od początkowej separacji dwóch gwiazd proces ten może trwać nawet setki lat. Kiedy gwiazda neutronowa dotrze do jądra czerwonego olbrzyma, następuje ich scalenie się. Jeżeli łączna masa obydwu jąder przekracza granicę Tolmana-Oppenheimera-Volkoffa, to powstałe jądro przekształci się w czarną dziurę, a w wyniku ponownego wybuchu supernowej resztki czerwonego olbrzyma zostaną rozrzucone w przestrzeń kosmiczną. Jeżeli jednak połączona masa obydwu jąder znajduje się poniżej granicy TOV, to połączą się one w jedną gwiazdę neutronową.
Temperatura na powierzchni gwiazd neutronowych przekracza 109 K i jest znacznie wyższa niż temperatura większości gwiazd. W normalnych gwiazdach do fuzji jądrowej dochodzi jedynie w ich wnętrzach, natomiast w przypadku TŻO spekuluje się, że do fuzji może dochodzić także na powierzchni gwiazdy neutronowej wśród materiału czerwonego olbrzyma, który się tam zbiera. Możliwe jest także, że wodór może przekształcać się w inne izotopy niż w czasie gwiazdowej nukleosyntezy, a nawet że dochodzi tam do procesu rp normalnie mającego miejsce podczas wybuchu supernowych.
Okres życia TŻO jest stosunkowo krótki z powodu ich szybkiej utraty masy w wyniku akrecji materiału olbrzyma na powierzchnię gwiazdy neutronowej i utraty materii z zewnętrznej powierzchni olbrzyma (z czego ten drugi proces jest dominujący). Szacuje się, że obiekty takie mogą istnieć 105–106 lat.
TŻO kończą swój żywot, kiedy w ich jądrach zabraknie elementów do procesu rp lub kiedy masa zewnętrznej powłoki spadnie poniżej masy krytycznej (dla dużych TŻO szacowanej na ~14 M☉). Dalszy los wewnętrznej gwiazdy neutronowej może potoczyć się różnymi drogami. Jeżeli dojdzie do akrecji znacznej części zewnętrznej powłoki na jądrze gwiazdy, to może z niej powstać czarna dziura. Bardziej prawdopodobne jest, że spadająca materia „podkręci” gwiazdę neutronową i powstanie z niej szybki milisekundowy pulsar (okres obrotu rzędu 10 – 100 ms). Zewnętrzna powłoka gwiazdy może ostatecznie sformować dysk wokół jądra, z którego mogą powstać planety lub nawet gwiazdy o niskiej masie.